# Giovani pionieri della Cina
I Giovani pionieri della Cina (中國少年先鋒隊T, 中国少年先锋队S, Zhōngguó shàonián xiānfēngduìP) rappresentano un'organizzazione di massa per bambini dai 6 ai 14 anni attiva nella Repubblica Popolare Cinese. I Giovani Pionieri sono subordinati alla Lega della Gioventù Comunista, il principale gruppo giovanile del Partito Comunista Cinese (PCC).

## Storia
Il Movimento della Gioventù e dei Bambini della Cina è stato fondato il 13 ottobre 1949 dal PCC e ha assunto il nome attuale nel giugno del 1953. Nel periodo tra la sua fondazione nel 1921 e la nascita della Repubblica Popolare nel 1949, il Partito Comunista gestì diversi altri movimenti giovanili nelle aree controllate dai comunisti.
Durante la Rivoluzione culturale (1966-1978), il Movimento dei Giovani Pionieri fu temporaneamente sostituito dalle Piccole Guardie Rosse, ovvero le controparti più giovani delle Guardie rosse, per poi essere ripristinato nell'ottobre del 1978.
Il trasferimento della sovranità di Hong Kong e Macao rispettivamente nel 1997 e nel 1999 non ha visto l'espansione delle organizzazioni del PCC in quelle aree, eccezion fatta di due piccoli comitati di lavoro nell'Ufficio di collegamento di Hong Kong e Macao, compresi i Giovani Pionieri.

## Iscritti
I Giovani pionieri sono bambini di età compresa tra i 6 e i 14 anni, e al raggiungimento dei 14 anni, i membri escono automaticamente dai Giovani Pionieri e possono entrare a far parte della Lega della Gioventù Comunista.
La maggior parte degli studenti delle scuole elementari sono Giovani pionieri e la maggior parte delle scuole richiede agli studenti di iscriversi all'organizzazione. Nel 2002, vi erano circa 130 milioni di Giovani pionieri in Cina.
La partecipazione non è obbligatoria, ma viene vista come un grande onore e facilita l'ingresso nel Partito Comunista.

## Organizzazione
Secondo la costituzione dei Giovani Pionieri, ogni scuola o villaggio organizza un battaglione di Pionieri diviso in Compagnie dei Pionieri, ciascuna corrispondente a una classe che è a sua volta divisa in Squadre di Pionieri, ognuna con un piccolo numero di membri. Ciascuna squadra ha un leader e un assistente del leader; ognuna delle Compagnie scolastiche è guidata da un comitato di tre o sette persone, e il Comitato dei Giovani Pionieri di circa sette o quindici persone serve come gruppo della leadership del battaglione. I leader adulti sono scelti tra la Lega della Gioventù Comunista o dal corpo docente locale.
I Giovani Pionieri sono anche diretti da un certo numero di comitati di lavoro a diversi livelli, dal battaglione fino alla Commissione permanente nazionale. I comitati di lavoro a diversi livelli sono responsabili ai Congressi dei Giovani Pionieri dello stesso livello. L'attuale presidente dell'organizzazione è Fu Zhenbang.

### Costituzione
La costituzione dell'organizzazione fu approvata ufficialmente il 1º giugno 1954, nella Giornata internazionale dei bambini, ed è stata modificata diverse volte. Il testo completo è disponibile su Wikisource.

## Simboli

### Bandiera
Secondo la Costituzione dei Giovani Pionieri, la bandiera dell'organizzazione è rossa (simbolo della vittoria della Rivoluzione), con una stella a cinque punte al centro (simbolo della leadership del PCC) posta davanti ad una la torcia (la luce lungo il sentiero del comunismo).
La bandiera del Battaglione è di 90 x 120 cm, mentre quella per ogni Compagnia è di 60 x 80 cm, con un triangolo isoscele (60 x 20 cm) tagliato dal lato destro in riferimento alla sciarpa rossa indossata dai Giovani pionieri.

### Emblema
L'emblema consiste in una stella, una torcia e una striscia con scritto 中国少年先锋队 ("I Giovani Pionieri della Cina").

### Fazzoletto

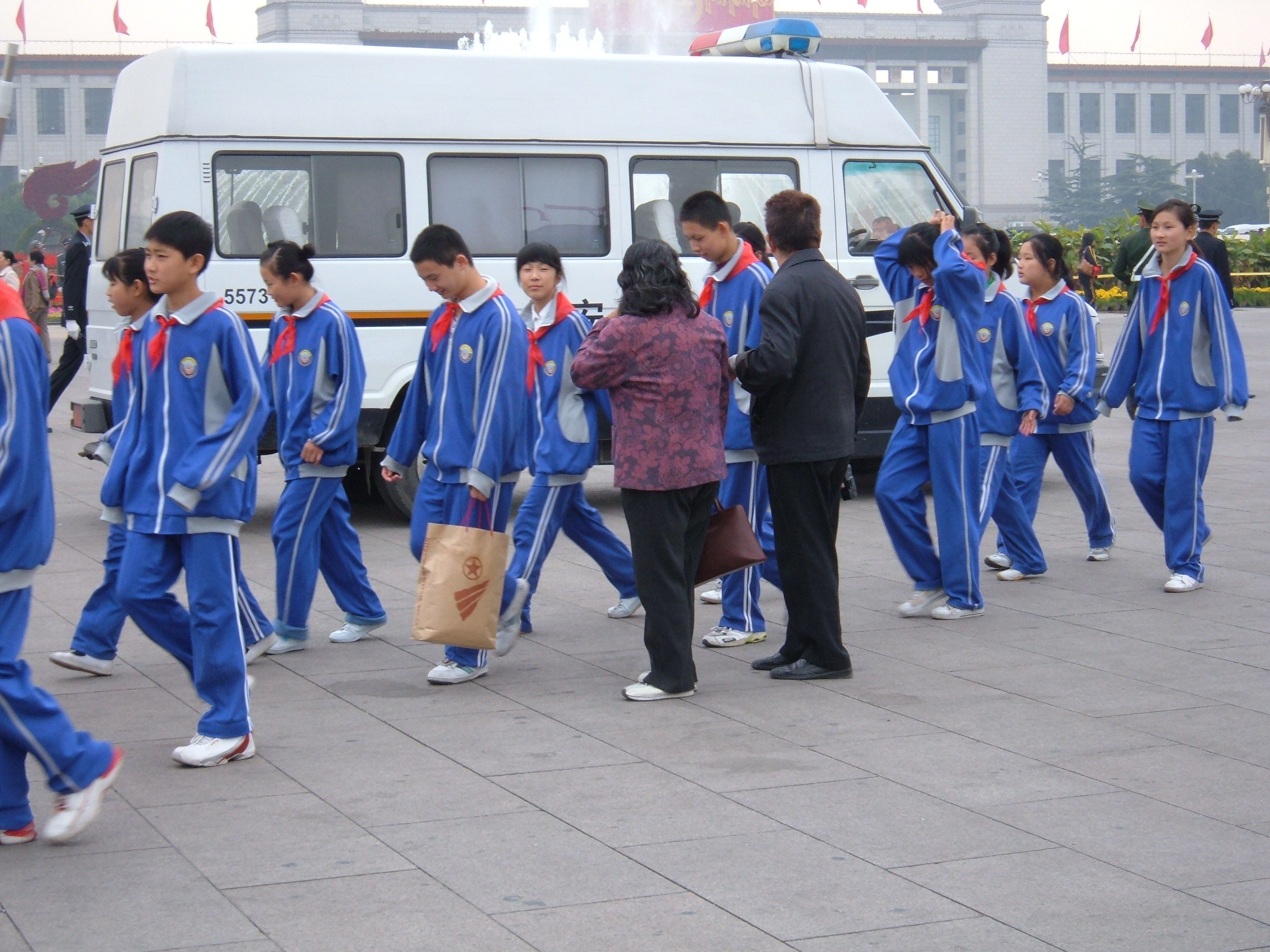
Un gruppo di Giovani pionieri in Piazza Tienanmen nell'ottobre del 2007

Il fazzoletto rosso è l'unica parte dell'uniforme e spesso i Giovani pionieri sono indicati semplicemente come "Fazzoletti rossi". La cerimonia di investitura avviene spesso con nuovi membri ai quali viene legato intorno al collo il foulard dai bambini già iscritti, e viene indossato senza un fermafoulard. Alcuni gruppi adottano anche altri elementi per l'uniforme.
La costituzione dei Giovani pionieri afferma che il fazzoletto corrisponde al triangolo mancante sulla bandiera della Compagnia, che il rosso simboleggia il sangue dei martiri della Rivoluzione e che di conseguenza tutti i membri dovrebbero indossarlo con reverenza.

### Saluto, motto, condotta e giuramento
Il saluto dei Giovani pionieri consiste nel piegare il braccio destro e alzare la mano destra direttamente sopra la testa, con il palmo piatto rivolto verso il basso e le dita unite. Il saluto indica che l'interesse del popolo è al di sopra di tutto.
Il motto è:
- Cinese: 准备着，为共产主义事业而奋斗!
- Pinyin: Zhǔnbèizhe, wèi gòngchǎnzhǔyì shìyè ér fèndòu!
- Traduzione: "Combattete per la causa del Comunismo: siate pronti!"

Al quale si risponde:
- Cinese: 时刻准备着!
- Pinyin: Shíkè zhǔnbèizhe
- Traduzione: "Sempre pronti!"

Secondo la costituzione dell'organizzazione, il codice di condotta dei Giovani pionieri è basato su quattro principi:
- Cinese: 诚实、勇敢、活泼、团结
- Pinyin: Chéngshí, yǒnggǎn, huópō, tuánjié
- Traduzione: Onestà, coraggio, vivacità, unità

Il giuramento dei Giovani pionieri è:
- Cinese: 我是中国少年先锋队队员。我在队旗下宣誓：我热爱中国共产党，热爱祖国，热爱人民，好好学习，好好锻炼，准备着：为共产主义事业贡献力量。
- Pinyin:  Wǒ shì Zhōngguó Shàonián Xiānfēngduì duìyuán. Wǒ zài Duìqí xià xuānshì: wǒ rè'ài Zhōngguó Gòngchándǎng, rè'ài zǔguó, rè'ài rénmín, hǎohǎo xúexí, hǎohǎo duànliàn, zhǔnbèizhe: wèi gòngchǎnzhǔyì shìyè gòngxiàn lìliàng
- Traduzione: Sono un membro dei Giovani Pionieri della Cina. Sotto la bandiera dei Giovani pionieri, giuro che: amerò il Partito Comunista Cinese, la madrepatria e il popolo; studierò duro e temprerò me stesso, e mi preparerò per il mio contributo alla causa del comunismo.[9][10]

### Canzone
La canzone dei Giovani pionieri è Noi siamo gli eredi del comunismo (我们是共产主义接班人S, Wǒmen shì Gòngchǎnzhǔyì JiēbānrénP), originariamente parte della colonna sonora di Yīngxióng Xiǎo Bālù(英雄小八路), un film del 1961 sulla seconda crisi dello stretto di Taiwan del 1958 e di un gruppo reale di bambini che rimase sulle linee del fronte della costa di Fujian per contribuire allo sforzo bellico contro le forze del Kuomintang.

### Uniformi
Similmente a tutti gli altri membri dei movimenti pionieristici del mondo, l'uniforme completa è formata da una camicia bianca o blu oppure una polo con canottiera (o una gonna per le ragazze) e dei pantaloni con il fazzoletto rosso e dei distintivi sulla camicia, con un copricapo aggiuntivo come ad esempio un berretto. A volte vengono utilizzate anche le uniformi scolastiche assieme agli altri elementi dei Pionieri. Durante gli eventi sportivi, i Giovani pionieri indossano uniformi da atletica.